# Sobornoje Uloschenije

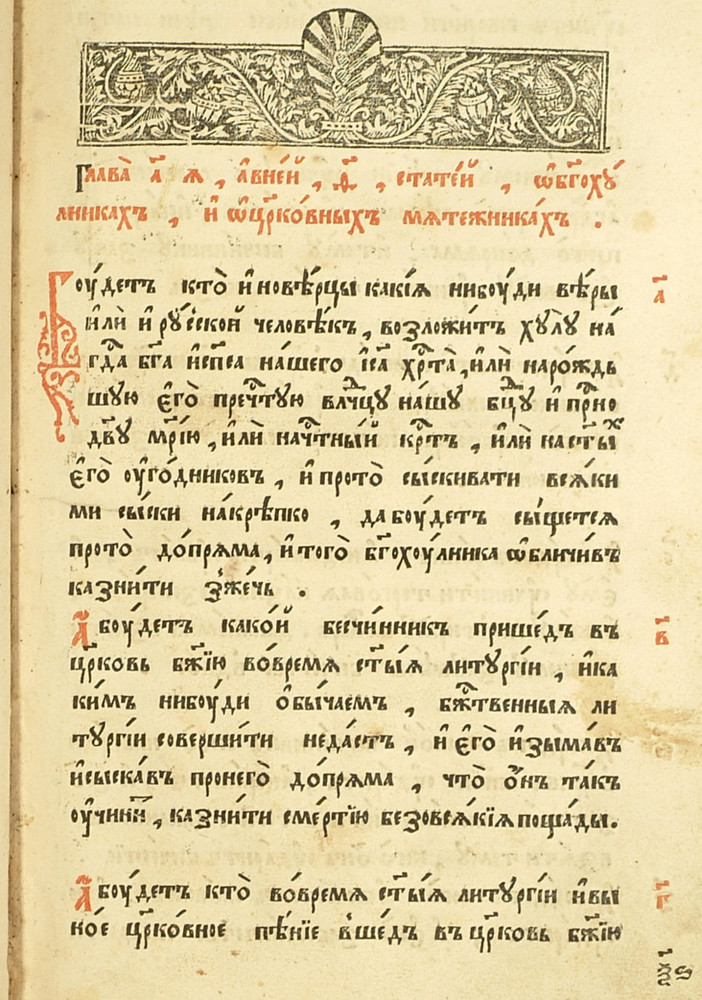
Erste Seite der Gesetzessammlung

Sobornoje uloschenije (russisch Соборное уложение, wiss. Transliteration Sobornoe uloženie) ist der Name einer russischen Gesetzessammlung, die 1649 von Zar Alexei I. erlassen wurde und bis 1832 in Kraft blieb. Sie wird auch als Reichsgesetzbuch bezeichnet.

## Vorgeschichte
Die in Russland 1648 geltenden Gesetzessammlungen waren der Sudebnik, (russisch Судебник) von 1497, den Iwan III. erlassen hatte, und der Sudebnik von 1550, erlassen von Iwan IV. In der Zeit der Wirren und den Jahren danach war eine unübersichtliche rechtliche Lage entstanden: Zwischen 1550 und 1648 waren rund 450 Erlasse veröffentlicht worden, davon 348 allein zwischen 1611 und 1648. Sie waren nicht ohne Widersprüche und inzwischen zum Teil überholt. Einen wesentlichen Anteil an diesem rechtlichen Chaos hatten die Prikase selbst, d. h. die Moskauer Behörden des Zaren, die die Gesetze und Verordnungen jeweils für ihr Ressort erließen, ohne sie mit anderen Prikasen abzustimmen. Jeder Prikas hatte sein eigenes Verordnungs-Buch, das in der Regel auch nur die Beamten aus diesem Prikas kannten. Für die Lösung schwieriger Rechtsfragen hatte sich folgendes Verfahren eingebürgert: Zuerst wurden Präzedenzfälle im eigenen Prikas gesucht; erst dann suchte man – falls erforderlich – in den Verordnungs-Büchern anderer Prikase; als Nächstes wurde der Sudebnik von 1550 konsultiert und ggf. anschließend das Litauische Statut von 1588; war immer noch keine Lösung gefunden, zog man das Byzantinische Recht heran in Form des Lotsenbuchs (russisch Ко́рмчая книга) oder des Procheiros nomos; die letzte Möglichkeit war schließlich, den Zaren und die Bojaren anzurufen.

## Erarbeitung des Gesetzbuchs
Nach der Zeit der Wirren stand die neue Dynastie der Romanows vor der Aufgabe, das soziale, wirtschaftliche und politische Leben des Staates wiederherzustellen. Es ging um den Ausbau der staatlichen Institutionen, Festigung der aristokratischen Macht und die durchgreifende Regulierung der bäuerlichen und städtischen Verhältnisse.
Die Regierung des Zaren Alexei I., des zweiten Herrschers der Dynastie Romanow, war durch verstärkte Unterdrückung der Bauern und Erhöhung der Steuerlasten gekennzeichnet, was ab 1648 zu Aufständen in Moskau, Tomsk, Pskow und Nowgorod führte. Die Rebellen forderten die Einberufung einer Landesversammlung (Semski Sobor) und die Erarbeitung eines neuen Gesetzbuchs. Besonders der sog. Salzaufstand in Moskau veranlasste schließlich den Zaren, ein neues Gesetzbuch in Auftrag zu geben.
Er berief eine fünfköpfige Kommission unter Leitung von Fürst Nikita Iwanowitsch Odojewski, die am 16. Juli 1648 ihre Arbeit aufnahm und bereits nach einem halben Jahr, am 29. Januar 1649, einen Entwurf vorlegte.
Der Semski Sobor, der zur Prüfung und Verabschiedung des Entwurfs einberufen wurde, war einer der letzten im Zarenreich. In ihm berieten etwa 315 Deputierte in zwei getrennten Kammern: die obere Kammer der Bojaren und hohen Kirchenvertreter mit 43 Personen und die etwa 270 Mitglieder umfassende niedere Kammer, in der ungefähr die Hälfte zur adligen Dienstklasse und zum Militär gehörte, daneben vertraten 90 Deputierte die Interessen der Stadtbewohner. Die Bauern und Leibeigenen, die Mehrheit der Bevölkerung, war nicht vertreten. Die Landesversammlung setzte durch, dass die Kommission verschiedene Ergänzungen mit radikalen politischen und sozialen Auswirkungen aufnahm: Verschärfung der Leibeigenschaft, Bindung der Stadtbevölkerung an ihren Ort und Aufhebung kirchlicher Privilegien.
Ende Januar 1649 unterzeichneten alle Deputierten die Schriftrolle mit dem Text des Gesetzbuchs. Im Mai 1649 wurde 1.200 Exemplare des Sobornoje Uloschenije gedruckt, das war das zweite nicht-kirchliche Buch, das in Russland mit beweglichen Lettern gedruckt wurde. Eine zweite Auflage folgte im August 1649. Eine deutsche Übersetzung erschien 1724 in Danzig.

## Inhalt und Wirkung
Laut Präambel sollte das Sobornoje Uloschenije sicherstellen, dass allen Ständen des Moskauer Reiches gleiches Recht und Gerechtigkeit in allen Dingen widerfahren möge.
Es gliedert sich in 25 Kapitel mit insgesamt 967 Artikeln und enthält hauptsächlich Prozessrecht auf der Grundlage des russischen Gewohnheitsrechts. Viele seiner Bestimmungen lassen die zugrunde liegenden älteren Gesetzestexte bis hin zum byzantinischen Recht erkennen. Das römische Recht hat nur sehr vereinzelt über die Vermittlung des litauischen Rechts Eingang gefunden. Die Arbeitsweise der Odojewski-Kommission, die Verordnungs-Bücher der einzelnen Prikase jeweils separat zu übernehmen, ergab eine klare Trennung der Sachgebiete, führte aber auch zu Wiederholungen in verschiedenen Kapiteln.
Von besonderer Bedeutung waren die folgenden Aspekte:
- Verschärfung der Leibeigenschaft: Die bisherige Praxis, dass Leibeigene ihren Gutsherrn nach Abschluss der Erntearbeiten verlassen konnten, wurde abgeschafft. Die Bestimmung, dass die Rückführung eines flüchtigen Bauern auch noch nach Jahren eingeklagt werden kann, band die Leibeigenen lebenslang an ihren Gutsherrn und schuf damit gesellschaftliche Strukturen, die die Entwicklung Russlands bis weit ins 19. Jahrhundert (Aufhebung der Leibeigenschaft 1861) entscheidend prägten.
- Durchgängige Verstaatlichung des Städtewesens und der städtischen Bevölkerung, der posadskije ljudi: Der Zugriff der zarischen Obrigkeit auf die Possad-Einwohner wurde verstärkt, ihre fiskalischen Leistungen vereinheitlicht. Immunitätsrechte, die Bischöfe, Klöster oder weltliche Würdenträger in Städten hatten, wurden abgeschafft. Die noch bestehenden Freisiedlungen wurden dem Woiwoden unterstellt.
- Teilweise Säkularisation der Kirche durch Schaffung einer Kloster-Kanzlei zur Verwaltung eines großen Teils des kirchlichen Besitzes und der dort lebenden Menschen. Damit wurden die auf Wladimir den Großen zurückgehenden Privilegien der Kirche aufgehoben.
- Zur Durchsetzung der Rechtsbestimmungen wurden scharfe Strafmaßnahmen festgelegt, von denen weder die adlige Dienstklasse noch das Militär ausgenommen waren. Auf Staats- und Kapitalverbrechen sowie Verbrechen gegen die orthodoxe Religion stand die Todesstrafe. Als Gebiet für die Verbannung, z. B. wegen verbotener Pfandgeschäfte, wurde bereits der Lena-Fluss genannt, obwohl die Eroberung Sibiriens noch im Gange war.
- Eine Verurteilung ohne Geständnis des Beschuldigten war nicht zulässig. Deshalb wurde im Untersuchungsverfahren umstandslos die Folter eingesetzt, bei Landesverrat oder Raub war sie die Regel.

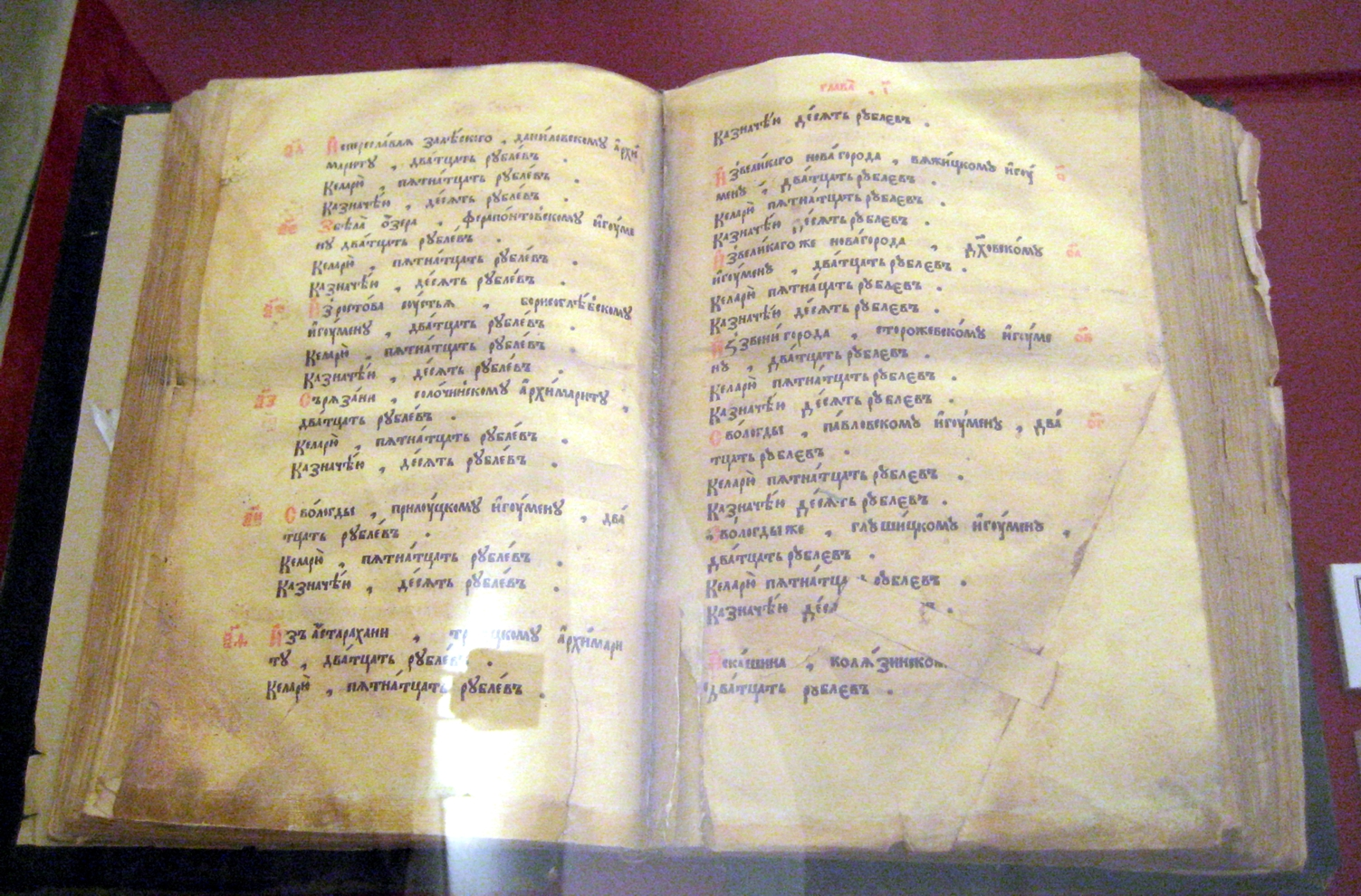
Eine Kopie der Gesetzessammlung im Kloster Ferapontow

Nach seiner Verkündung setzte sich das Sobornoje Uloschenije schnell im Land durch und wurde die allgemein anerkannte Grundlage des Rechts für Verwaltung und Gerichte. Es half, die Werte und Normen des Zentrums bis in die entlegenen Gebiete des Reichs zu verbreiten. Indem es den Untertanen ihre Rechte je nach sozialem Stand und Dienstklasse zuwies, förderte es die Veränderung der Gesellschaft hin zu einer kastenartigen Sozialstruktur. Zudem war jegliche Mobilität unterdrückt: jeder Untertan war an seine Scholle gebunden: die Bauern durften ihr Land nicht verlassen, die Bürger nicht ihre Stadt. Diese Maßnahmen führten zu etlichen Aufständen, und nicht wenige Untertanen flüchteten ins Wilde Feld, jene Regionen, die zwar dem Zaren formal unterstanden, wo dessen Jurisdiktion jedoch aus den verschiedensten Gründen nicht durchsetzbar war.
Das Sobornoje Uloschenije blieb bis in die erste Hälfte des 19. Jahrhunderts gültig, weil im 18. Jahrhundert alle Anläufe zur Schaffung eines neuen Gesetzbuchs scheiterten, so 1754 unter Kaiserin Elisabeth und 1767 unter Katharina II.
Das Original der Gesetzessammlung von 1649 bekam unter Katharina II. einen Bucheinband aus Silber. Es wird heute in der Rüstkammer des Moskauer Kremls aufbewahrt. Eine Kopie befindet sich im Kloster Ferapontow.